# Pavel Pepperstein
 (décembre 2009).
Si vous disposez d'ouvrages ou d'articles de référence ou si vous connaissez des sites web de qualité traitant du thème abordé ici, merci de compléter l'article en donnant les références utiles à sa vérifiabilité et en les liant à la section « Notes et références ».
Pavel Pepperstein (Павел Пепперштейн) est un peintre russe né à Moscou le 29 mai 1966. Il vit et travaille à Moscou et Tel Aviv.

## Parcours
Pavel Pepperstein se spécialise à l'Académie des beaux-arts de Prague entre 1985 et 1987. Il travaille en majorité à l'aquarelle. 
En 1987, Pepperstein crée avec Sergei Anufriev et Yuri Leiderman le groupe « Inspection l'Herméneutique Médical (HM) ». 
Il expose à partir de 1990 à la Galerie Krings-Ernst (Cologne), lors d'une exposition intitulée « La Vie militaire des petits Tableaux ». Il a exposé récemment à la Biennale de Venise de 2009.
Pepperstein représente dans un univers onirique, aux inspirations constructivistes, des mondes utopiques dans de vastes paysages.
Il est professeur à l'École du nouveau cinéma de Moscou créée en 2012.
En 2019, lors de la remise du Prix Russophonie, Maria-Luisa Bonaque reçu une Mention spéciale pour sa traduction de Prague Nuit rouge de Pavel Pepperstein (Nouvelles Editions Place)  (ISBN 9782376280361).

## Expositions
2015
- Musée d'art moderne et contemporain de Saint-Étienne Métropole[1]

2005
- Kunstmuseum, Cabinet d’art Graphique, Bâle

2004
- Dreams, Money and Music, Centre du Diamant, Galerie Iragui, Paris
- Eyes, Galerie Kamm, Berlin
- Hypnosis, Elisabeth Kaufmann, Zurich

2003
- Sutton Lane, London
- Battles, Regina Gallery, Moscou

2002
- Götter und Monster, Kunstverein, Aachen, [Catalogue en préparation]

2001
- The Girl and the Tunnel, Galerie Elisabeth Kaufmann, Zürich
- Dessins, Galerie Larivière, Paris

2000
- Moses, Pavel Pepperstein and Russia in Kunsthaus Zug, Zug
- How to meet an Angel, Ilya & Emilia Kabakov et Pavel Pepperstein, Sprovieri, London
- Russian Novel 2000, Ridzina Gallery Moscou
- Pavel Pepperstein and Victor Pivovarov, Karmelitenkloster Graz

1999
- Drawings, Akademie Schloß Solitude, Stuttgart
- Père et Fils, Victor Pivovarov et Pavel Pepperstein, Kunsthaus, Zug, Suisse

1998
- Binocle et Monocle – Vie et Œuvre, Kunsthaus, Zug, [Cat.]
- Les Ténèbres douces, Galerie Obscuri Viri, Moscou

1997
- Portrait d’un Vieillard, Musée d’État russe, Saint Petersbourg [Cat.]
- Max Matter, Pavel Pepperstein, Galerie Elisabeth Kaufmann, Bâle

1996
- La Fenêtre blanche, Villa Waldberta, Feldafing
- Le Jeu du Tennis, Installation de Ilya Kabakov et Pavel Pepperstein, Musée des Beaux-arts, Pori, FIN; Art Gallery of Ontario, Toronto

1995
- Les Rêves de Freud et Schéma N 5, Exposition de Andrej Monastyrskyj et de Pavel Pepperstein, Galerie Pastzi-Bott, Cologne

1994
- Expérience de Vie dans la Tour (L’Ombre dorée), Galerie Inge Baecker, Cologne
- Paramen, Galerie Grita Insam, Vienne
- Procession, Human Space Modern Art Center, Milan

1993
- Icônes dorées et Lignes noires, Kunstverein, Hambourg [Cat.]
- Icônes vides, Galerie L, Moscou [Cat.]

1992
- Une Branche du Sacral dans l’URSS, Galerie Grita Insam, Vienne (HM) [Cat.]
- La Suisse et la Médecine, Shedhalle, Zurich; Swiss Institute, New York

1991
- La Vie militaire des petits Tableaux, Galerie Krings-Ernst, Cologne

1990
- Trois Inspecteurs (Trois Enfants), Galerie Mladych, Prague [Cat.]
- Lècheries Orthodoxes / Changements brusques et Conclusions, Kunsthalle, Düsseldorf [Cat.]

HM: Expositions personnelles du groupe/solo shows with the group Inspection Herméneutique Médicale